# The Heavy
The Heavy là một bộ phim hình sự - hành động - tâm lý năm 2010 của Anh-Mỹ do Marcus Warren làm đạo diễn. Phim có sự tham gia của Gary Stretch, Vinnie Jones, Adrian Paul, Stephen Rea, Shannyn Sossamon và Christopher Lee.

## Nội dung
Mitchell "Boots" Mason và Christian Mason là hai anh em ruột cạnh tranh lẫn nhau. Người em Christian là quan chức chính trị đang ứng cử chức Thủ tướng, còn người anh Mitchell làm tay sai cho gã doanh nhân Anawalt.
Mitchell từng trải qua nhiều đau khổ, đứa con gái của anh chết và vợ anh ngoại tình. Anh giết vợ nên bị ở tù, chính Anawalt là người giúp anh ra tù sớm. Anawalt giao cho Mitchell nhiệm vụ đi gặp 3 tên buôn ma túy, một khẩu súng được giao cho Mitchell để anh trừ khử bọn buôn ma túy. Mitchell được giao nhiệm vụ tiếp theo là ám sát Christian, anh được trả một số tiền lớn.
Mitchell xâm nhập vào căn hộ của cô gái tên Claire, anh muốn mượn nơi này để ám sát Christian. Sắp tới Christian có một cuộc diễn thuyết bên kia đường. Thanh tra Dunn là người quyết tâm bảo vệ cho Christian.
Vào ngày Christian diễn thuyết, Mitchell chuẩn bị một khẩu súng trường tấn công để ám sát em trai, ngờ đâu Dunn vào kiểm tra căn hộ của Claire. Hai người đàn ông bắt đầu bắn nhau, Mitchell giết chết Dunn bằng một phát đạn ngay đầu. Dunn được tiết lộ là người tạo ra hợp đồng ám sát này.
Sau cuộc diễn thuyết, Christian cùng với gia đình lên xe về nhà. Nhưng Christian một mình đi kiểm tra tình hình của Mitchell, người đang bị thương và đang ngồi trên xe hơi. Bộ phim lúc này tiết lộ Christian chính là chủ nhân thực sự của hợp đồng ám sát. Christian muốn Dunn giết Mitchell, nhưng ngược lại Dunn bị Mitchell giết chết.
Thấy Mitchell bị thương nặng, Christian tính kết liễu anh trai. Nhưng Mitchell dùng một quả lựu đạn cho nổ tung chính mình và Christian. Cái chết của Christian được báo chí đưa tin. Sau này Claire nhận được số tiền lớn do Mitchell để lại cho cô.

## Diễn viên
- Gary Stretch vai Mitchell "Boots" Mason
- Vinnie Jones vai Dunn
- Adrian Paul vai Christian Mason
- Stephen Rea vai Anawalt
- Shannyn Sossamon vai Claire
- Christopher Lee vai Ông Mason
- Jean Marsh vai Bà Mason
- Lee Ryan vai Rubin
- Sadie Frost vai Dutch
- Geoff Bell vai Frank Marshall
- George Harris vai Bác sĩ